# Умирбаев, Уалбай Утмаханбетович
Уалбай Утмаханбетович Умирбаев (1960, Турткул) — казахстанский математик-алгебраист, доктор физико-математических наук, профессор кафедры алгебры и геометрии Евразийского национального университета имени Л. Н. Гумилёва, лауреат Государственной премии Республики Казахстан.

## Образование
Окончил Республиканскую физико-математическую школу Алма-Аты. Выпускник механико-математического факультета Новосибирского государственного университета 1982 г.
В 1986 году успешно защитил кандидатскую диссертацию под руководством профессора И. П. Шестакова в ИМ СО РАН (г. Новосибирск), в 1995 году там же защитил диссертацию на соискание учёной степени доктора физико-математических наук по специальности, связанной с математической логикой, алгеброй и теорией чисел.
Награждён Государственной премией Республики Казахстан в области науки и техники за работу «Автоморфизмы и подалгебры свободных алгебр» (2009 года).

## Научная работа
Являлся руководителем научного проекта (2006—2008 гг.) на тему «Автоморфизмы и дифференцирования свободных алгебр, алгебр многочленов и алгебр Пуассона». В результате которого, совместно с американским математиком советского происхождения Леонидом Макар-Лимановым было начато систематическое изучение свободных алгебр Пуассона с чисто алгебраической точки зрения (ранее, алгебры Пуассона активно изучались лишь с геометрических и физических позиций).
Лауреат премии Мура Американского математического общества (2007 год).
На сегодняшний день — профессор кафедры алгебры и геометрии ЕНУ им. Л. Н. Гумилёва и профессор математики Университета Уэйна (Wayne State University).

## Из библиографии
Докторская диссертация У. У. Умирбаева была посвящена решению проблемы члена-корреспондента СССР Михаила Каргаполова о неразрешимости проблемы вхождения для свободных разрешимых групп степени разрешимости > 2. В 2001 году он совместно с И. П. Шестаковым разрешил положительно гипотезу Масаёси Нагаты о существовании диких автоморфизмов в алгебрах полиномов от 3 переменных. В 2004 году У. У. Умирбаев решил также известную проблему английского математика П. Кона об автоморфизмах свободных ассоциативных алгебр.
- Shestakov I.P., Umirbaev U.U., The Nagata automorphism is wild, Proc. Nat. Acad. Sci. USA, 100 (2003), No. 22, 12561-12563.
- Shestakov I.P., Umirbaev U.U., Poisson brackets and two generated subalgebras of rings of polynomials. — Journal of the American Mathematical Society, v. 17 (2004), 181—196.
- Shestakov I.P., Umirbaev U.U., Tame and wild automorphisms of rings of polynomials in three variables — Journal of the American Mathematical Society, v. 17 (2004), 197—227.
- Yu J.-T., Umirbaev U.U., The Strong Nagata conjecture — Proc. Nat. Acad. Sci. USA, v. 101 (2004), No. 13, 4352-4355.
- Umirbaev U.U., The Anick automorlihism of free associative algebras — J. Reine Angew. Math. v. 605 (2007), 165—178.